# Paso Khyber
El paso Khyber [(del urdú: درہ خیبر); en pashto: خيبر دره, pron. Jáiber] también conocido como Khaiber, Khaybar o desfiladero Khyber es un paso ubicado en la cordillera Spīn Ghār (Safīd Kūh o cordillera Safīd) sobre la frontera entre Afganistán y Pakistán.
Con cerca de 53 km de largo, fue históricamente el punto de mayor acceso para las invasiones del subcontinente Indio desde el noroeste. Fue cruzado por los persas, los griegos, los mogoles y los afganos desde el norte, y por los británicos desde el sur. Los pashtun afridis del área del Jáiber resistieron por mucho tiempo al control extranjero, pero durante la segunda guerra anglo-afgana en 1879, las tribus del Jáiber cayeron bajo dominio británico.
También se dice que los arios entraron en la India a través de este legendario paso alrededor del 1500 antes de nuestra era.
Actualmente la zona es controlada casi enteramente por Pakistán.

## Geografía
El paso, que está bajo control pakistaní en la mayor parte de su recorrido, se dirige al noroeste de Peshawar hacia Kabul. El mismo incluye una ruta desde 1879 así como una línea férrea, terminada esta última en 1925 en la época del Raj británico, y que por lo menos tiene 34 túneles y 92 puentes, construidos a un precio verdaderamente astronómico para la época, de más de 2 millones de libras esterlinas.
En su punto más estrecho, el paso tiene 15.85 metros (52 pies) de ancho, y por momentos alcanza los 1600 metros de altitud. El mismo comienza a 18 kilómetros de Peshawar, en el Fuerte de Jamrud (construido en 1823 por los sijes, y donde el famoso general Hari Singh Nalwa fue muerto y enterrado). Un arco de piedras de estilo medieval, el Bab-i-Khyber, fue erigido en 1964 muy cerca del fuerte, y también una plataforma de observación destinada a altos dignatarios. Esta vía de comunicación pasa a 1072 metros de altitud por la ciudad contrabandista de Landi Kotal (situada a 8 kilómetros de la frontera afgana), y se termina en Torkham.

## Historia
Los ejércitos han aprovechado esta vía de comunicación desde el año 330 anterior a nuestra era, cuando Alejandro Magno y sus fuerzas lo usaron para llegar a la India. El paso de Jáiber es uno de los más renombrados mundialmente, con un pasado a menudo violento y sacrificado, ya que reiteradas veces fue utilizado durante campañas militares. Los persas, mongoles y tártaros igualmente se sirvieron de él para la expansión del Islam en la India.
En enero de 1842, el paso acogió al Dr William Brydon, el único sobreviviente europeo de una colonia de militares y civiles británicos oportunamente dirigida por el General William Elphinstone, y diezmada por los guerreros ghilzai en el paso de Gandomak (entre Kabul y Jalalabad). Ese lugar es un testigo silencioso de acontecimientos históricos relevantes para la región y para el mundo, y donde, según el soldado británico George Molesworth, «es imposible encontrar una piedra, que antes no se haya teñido de sangre».
En nuestros días, el Paso de Jáiber es atravesado por dos vías principales, una para tráfico motorizado, y otra (ligeramente más elevada) para las caravanas tradicionales. La ruta principalmente es utilizada para comunicar la ciudad de Kabul con la ciudad de Peshawar. La zona es de mayoría pastún, y el paso era relativamente seguro antes de la guerra de Afganistán del 2001, ya que era vigilada por hombres de las tribus locales pagados por el gobierno, y ya que los crímenes cometidos contra viajeros estaban sujetos a castigos colectivos. Después de la guerra, los Talibanes se apoderaron de la región, obligando al ejército pakistaní a cerrar la vía de comunicación cada vez con más frecuencia, en oportunidad de las reiteradas ofensivas miliares, y mientras que la OTAN buscaba otros pasos alternativos, fundamentalmente desde Rusia o desde el Asia central, para aprovisionar a las fuerzas de paz.